# Epitenodera herbacea
Epitenodera herbacea es una especie de mantis de la familia Mantidae.

## Distribución geográfica
Se encuentra en Ghana, Camerún, Mauritania, Senegal y Togo.